# 真命天子 (香港電視劇)
《真命天子》，无綫电视於1985年拍攝製作的一齣经典古裝劇，全劇共20集。由劉德華、藍潔瑛、廖啟智、周海媚、劉丹及歐陽珮珊主演。

## 故事簡介
漢朝初年，太祖高皇帝劉邦駕崩後，太后呂雉（歐陽佩珊飾）專權，禍亂朝綱，企圖將劉氏王朝改為呂氏王朝。
黃石老人（劉丹飾）因與千毒老邪鬥法而元氣大傷，雖然打敗對方，但功力亦大為受損，幸獲太乙真人點撥往飄渺峰繼續修行，但剛上飄渺峰不久就因貪食而闖禍，被太乙真人以綑仙索削去三成功力並貶下凡塵以示懲戒，須在十月初九前做下七七四十九件善事方可回飄渺峰繼續修行。渭城衙差管中原（劉德華飾）自幼與文添福（廖啟智飾）交好，唯二人母親因互有嫌隙而不允許二人交往。中原與添福因巧合救下從朝廷逃出來要往九華山尋人的開國元勛相國曹參而因此被妖道審食其打落枯井，幸得一樵夫相救才得以脫困，而中原亦因此行而當上渭城功曹。曹參雖然得以到達九華山找到退隱已久的張良（謝賢飾），但終因被審食其打傷至死，張良亦因此決意為曹參復仇而重新入世。新當上功曹的中原雖然避過短命功曹的禍劫，但因要押送包括添福在內的三十童男童女而與添福踏上改變二人命運的路途。
黃石老人因避荷花（藍潔瑛飾）監視而結識管中原。審食其因被張良以“天罡太極掌”打傷，而需要吃一百個童男童女的心以及喝二千九百個童男童女的血以來療傷。孰料卻被中原、荷花、黃石公三人破壞。管中原救下添福後，二人卻因逃離魔宮失敗而被逼混入魔宮，并陰差陽錯成為漢前少帝劉恭的近身侍衛，并告知劉恭太后呂雉才是害死他親娘的元兇。而劉恭也因此被呂雉所殺。而中原、添福二人則被呂雉追殺而逃回渭城。回到渭城之後方得知家鄉大變，中原功曹之位雖未被遞奪，但卻被貶守荒涼之地青龍島。并因與實際身份為魯元公主的程近雪（鮑翠薇飾）發生情愫而被近雪養父施計罷免官職。二人因為生計而上九華山紫霞道觀尋張良修習道術。
二人因修道不誠而最終只學會兩三手道術功夫而被張良趕下山。回到渭城後為鄉民識破神棍無塵子而獲得村民擁戴，並將原來的無塵道觀讓予中原、添福二人。中原、添福將原來的紫霞道觀修葺成紫霞新觀。紫霞觀大師兄敖楓等因辦事而至渭城而與中原、添福二人相遇。八月初五日，帝星出現於渭城，呂雉遂派人追殺已隱居多年的薄姬母子。中原、添福二人之母為保二人，中原母被殺而添福母則被打下山崖。
添福母跌下山崖後被近雪所救，但因要往京城打探兒子消息，從而被近雪父獲悉添福母真正身份為薄姬，並向朝廷告密。中原、添福二人得悉家人被害，決意報仇，但卻行刺審食其失敗，幸得右丞相陳平相救才逃過大難。二人因此返回紫霞觀潛心學道，以為母報仇。而中原因母親曾為宮女而誤以為自己乃皇子劉恆，而張良則認為單憑此點實難證實管中原就是劉恆，而派人求證。中原於觀中偶得只有道家先師鬼谷子才練成過的無極神功從而開始修習無極神功，但神功未成，卻因心急為母報仇而衝動下山，文添福則緊隨其後。中原逃下山過程中道遇近雪，二人也被張良一同帶回九華山。張良、陳平、荷花、黃石公從近雪口中得悉添福母便是當年的薄姬娘娘，而推出添福極有可能才是真正的皇子劉恆。

## 主要演員
- 劉德華 —— 管中原
- 廖啟智 —— 文添福（漢文帝劉恆）
- 藍洁瑛 —— 荷花仙子
- 周海媚 —— 竇青蓮
- 劉　丹 —— 黃石公
- 歐陽珮珊 —— 呂雉
- 謝　賢 —— 張良
- 鮑翠薇 —— 魯元公主/程近雪
- 田永加 —— 漢惠帝劉盈
- 甘國衛 —— 審食其
- 李海生 —— 曹參
- 李香琴 —— 管母
- 夏　萍 ——  薄姬
- 關海山 —— 程浩
- 藍　天 —— 陳平
- 李香琴 —— 管母
- 歐陽震華 —— 漢後少帝劉義/公孫義
- 關灼元 —— 漢前少帝劉恭（劉璋？）
- 李國麟 —— 敖枫
- 陆应康 —— 太乙真人
- 郑藩生 —— 千毒老邪
- 黎耀祥 —— 御廚甲
- 吳孟達 —— 六国遗民
- 朱鐵和 —— 曲求全
- 何貴林 —— 項伯
- 曾伟明 —— 周勃
- 梁志芳 —— 戚夫人

## 外部連結
- 豆瓣电影上《真命天子》的資料 （简体中文）